# Desde el fin del mundo
Desde el fine del mundo è il secondo album in studio del rapper argentino Duki, pubblicato il 22 aprile 2021 dalle etichette discografiche Dale Play e SSJ Records.

## Tracce
Testi e musiche di Mauro Ezequiel Lombardo, eccetto dove indicato diversamente.
1. Sudor y trabajo – 3:01
2. Pintao (con YSY A e Rei) – 2:48 (Mauro Ezequiel Lombardo, Alejo Acosta Migliarini, Julián Reininger)
3. Chico estrella – 2:51 (Mauro Ezequiel Lombardo, Federico Yesan Rojas, Tomás Santos Juan)
4. Volando bajito – 2:15
5. Cuanto (con Lucho SSJ e Fariana) – 3:11 (Mauro Ezequiel Lombardo, Luciano Nahuel Vega, Farina Pao Paucar Franco)
6. Rápido – 2:16
7. I Don't Know – 3:39
8. Sol (con Lara91k) (Lombardo, Lara Artesi)
9. Luna (con Asan) – 3:21 (Mauro Ezequiel Lombardo, Tomás Santos)
10. Malbec (con Bizarrap) – 2:56
11. Mi diablo – 3:13
12. Fifty Fifty (feat. Neo Pistea, Julianno Sosa e Young Cister) (con Pablo Chill-E e Obie Wanshot) – 4:40 (Mauro Ezequiel Lombardo, César Alejandro Pozo, Estebán Cisterna, Pablo Ignacio Acevedo Leiva, Sebastián Ezequiel Chinellato, Victor Germán Goimil)
13. Valentino (con Tobi) – 2:37 (Mauro Ezequiel Lombardo, Tobi Dolezor)
14. Cascada – 3:13
15. Ticket – 3:09
16. Muriendome (con Khea) – 2:40 (Mauro Ezequiel Lombardo, Ivo Alfredo Thomás Serue)
17. Ella es mi Bitch (con Pekeño 77 e Mesita featuring Franux BB and 44 Kid) – 4:06 (Mauro Ezequiel Lombardo, Bruno Garrino, Facundo Cedres, Francisco Agustín Álvarez Costales, Santiago David Messano)
18. Muero de fiesta este finde (con Ca7riel) – 3:14 (Mauro Ezequiel Lombardo, Catriel Guerreiro, Federico Yesan Rojas)

## Classifiche
| Classifica (2019) | Posizione massima |
| ----------------- | ----------------- |
| Spagna            | 11                |